# Kyrklig begravning

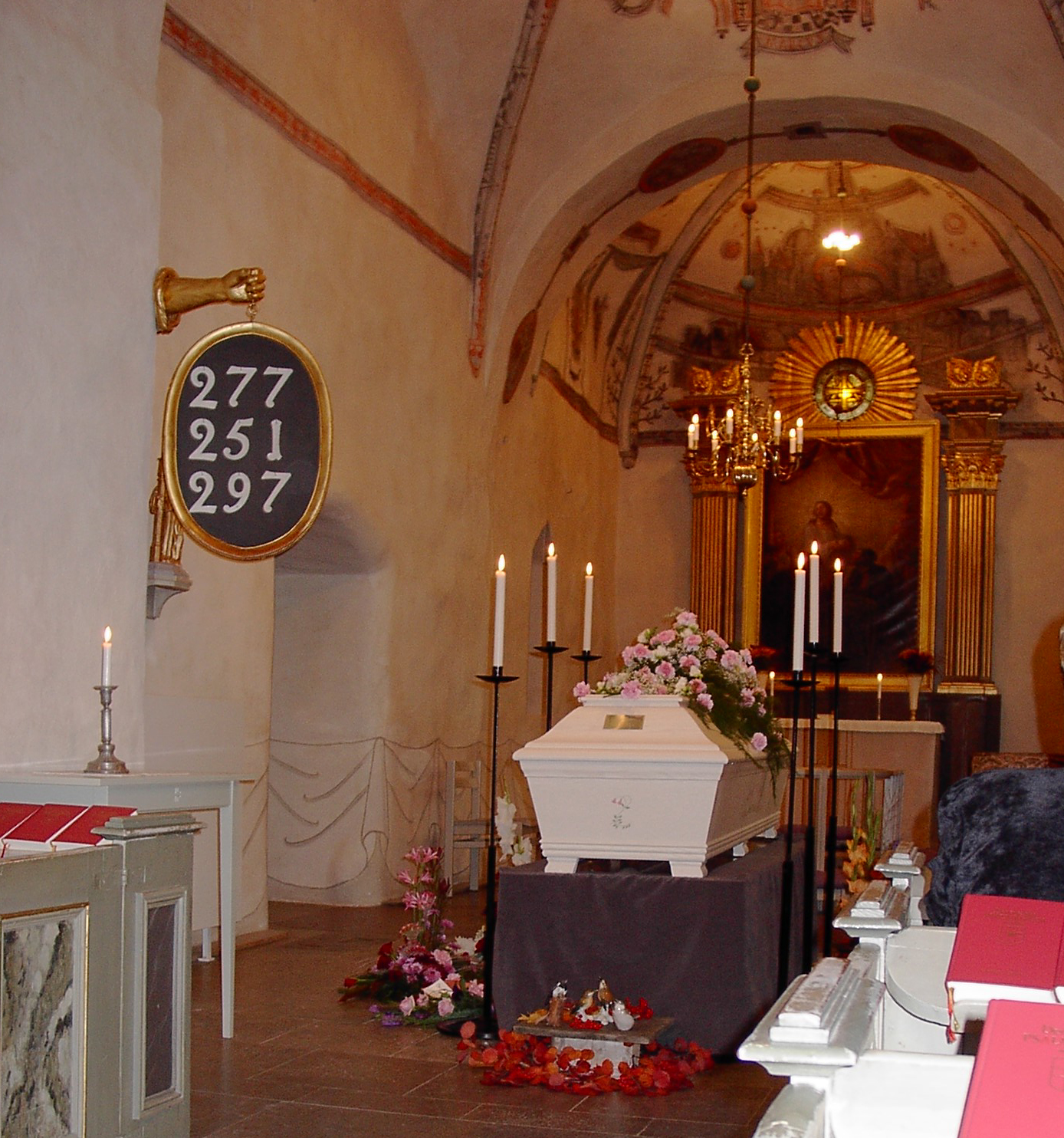
Begravningsakt i Järfälla kyrka

Med kyrklig begravning menas att jordfästningen, som ceremoni, hålls i regi av ett kyrkosamfund.

## Svenska kyrkan
För 78 % (år 2013) av dem som avlider i Sverige genomförs begravningsceremonin enligt Svenska kyrkans ordning. Prästen får inte frångå ordningen, vare sig innehåll eller ordningsföljd på ritualer med böner eller överlämnande till Gud etc. Begravningsceremonins officiella benämning är begravningsgudstjänst och ingår i samlingsbegreppet kyrklig handling. Dess tema, markerat i ritualets så kallade begravningsbön, är minnet av den avlidna, tröst och medkänsla med de efterlevande och påminnelse om det kristna hoppet om uppståndelse och evigt liv.
För Svenska kyrkans medlemmar är en begravningsgudstjänst i svenskkyrklig ordning avgiftsfri vad gäller präst, kyrkomusiker samt kyrkorum eller kapell. Sång eller musik av solist kan dock vara en kostnad utöver det som ingår. Gudstjänsten planeras gemensamt av präst och dödsbo. 

### Historisk kuriosa
I svensk kyrkohistoria så har inte begravningen med självklarhet haft en egen gudstjänst i kyrkorummet. Ursprungligen så skedde hela ordningen för jordfästningen utomhus på kyrkogården. Det var då inte ovanligt att besökarna till söndagens huvudgudstjänst passerade kistan i vapenhuset på vägen in till gudstjänsten eller fick beskåda den framme i koret under gudstjänstens gång. När man under 1800-talet fann sanitära fog för att instifta begravningsplatser utanför stadskärnan istället för att använda sig av den intilliggande kyrkogården så blev det vanligare att det hölls en begravningsgudstjänst i kyrkan för att sedan transportera kistan till begravningsplatsen för att jordfästa den framlidne.
Kremationer skedde först under slutet av 1800-talet. Det var åter igen sanitära orsaker till att förändringar i ordningen skulle ske. Svenska likbränningsföreningen grundades år 1882 som en intresseorganisation för att lik skulle brännas av sanitära skäl. Föreningen bildade opinion men processen var inte helt enkel. En inomkyrklig debatt kring sakfrågan uppstod om huruvida man som präst fick förrätta en begravning om man visste att den avlidne skulle brännas, då detta gick emot traditionen att återbringa kroppen till jorden. Trots nedslag hos kyrkomötet så beslutade kungen en annan väg att gå och företeelsen blev legaliserad år 1888.

## Övriga kyrkliga samfund
En kyrklig begravning kan också hållas i någon frikyrka (till exempel pingstkyrkan eller baptistkyrkan) för deras medlemmar. (I Sverige kan även begravningar i katolska eller ortodoxa kyrkorna anses som frikyrkliga.) I Finlands evangelisk-lutherska kyrka kan jordfästningen (ålderdomligt uttryck för begravningen) enligt lag i undantagsfall förrättas av annan än präst, exempelvis en frikyrkopastor, om den avlidne varit medlem av ett frikyrkosamfund.

## Övriga religioner
Avlidna som inte begravs efter en kristen ordning, kan begravas enligt annan religiös begravningsritual (såsom judisk eller muslimsk begravning), i en borgerlig begravningsceremoni eller helt utan ceremoni. 

### Fotnoter
1. ↑  ”Begravningsgudstjänst”. Svenska kyrkan. https://www.svenskakyrkan.se/umea/begravningsgudstjanst. Läst 3 juli 2014.
2. 1 2  Bexell, Oloph (2003). Sveriges kyrkohistoria: 7, Folkväckelsens och kyrkoförnyelsens tid. sid. 12-13
3. ↑  Bexell, Oloph. Sveriges kyrkohistoria: 7, Folkväckelsens och kyrkoförnyelsens tid. sid. 175
4. ↑  Bexell, Oloph (2003). Sveriges kyrkohistoria: 7, Folkväckelsens och kyrkoförnyelsens tid. sid. 176-177